# Kelly Reichardt
Kelly Reichardt (ur. 3 marca 1964 w Miami) – amerykańska reżyserka i scenarzystka filmowa działająca w kinie niezależnym. Znana jest z minimalistycznego stylu swoich filmów, w których najczęściej opowiada o ludziach z amerykańskiej prowincji (zwykle zdjęcia do nich powstają w stanie Oregon).

## Życiorys
W fabule debiutowała zaprezentowanym na Sundance Film Festival filmem River of Grass (1994). Później nakręciła dramaty Old Joy (2006) oraz Wendy i Lucy (2008), western Meek's Cutoff (2010) i thriller Night Moves (2013). 
Kobiecy świat (2016) opowiadał o trzech kobietach z małego miasteczka, w które wcieliły się Michelle Williams, Kristen Stewart i Laura Dern. Jej film Pierwsza krowa (2019) był z kolei adaptacją powieści Jonathana Raymonda i startował w konkursie głównym na 70. MFF w Berlinie. 
Zasiadała w jury konkursu głównego na 72. MFF w Cannes (2019).